# Zastava, Črnomelj
Zástava je naselje v Sloveniji.
Povprečna nadmorska višina naselja je 156 m. V bližini vasi se na vrtačasti uravnavi ob reki Lahinji nahaja Jelenja jama. Od Črnomlja je naselje oddaljeno 5 km. Leta 2007 se je iz ozemlja Zastave ustanovilo novo naselje Pavičiči.